# Ranularia sarcostoma
Ranularia sarcostoma, common name: the flesh-coloured hairy triton, là một loài ốc biển săn mồi, là động vật thân mềm chân bụng sống ở biển trong họ Ranellidae, họ ốc tù và.
This species was originally described by Reeve năm 1844 as Cymatium (Ranularia) sarcostoma 

## Miêu tả
Loài này có kích thước giữa 50 mm và 103 mm

## Phân bố
Loài này phân bố ở Ấn Độ Dương ở vùng bể Mascarene và ở hải vực Ấn Độ Dương-Tây Thái Bình Dương.

## Hình ảnh

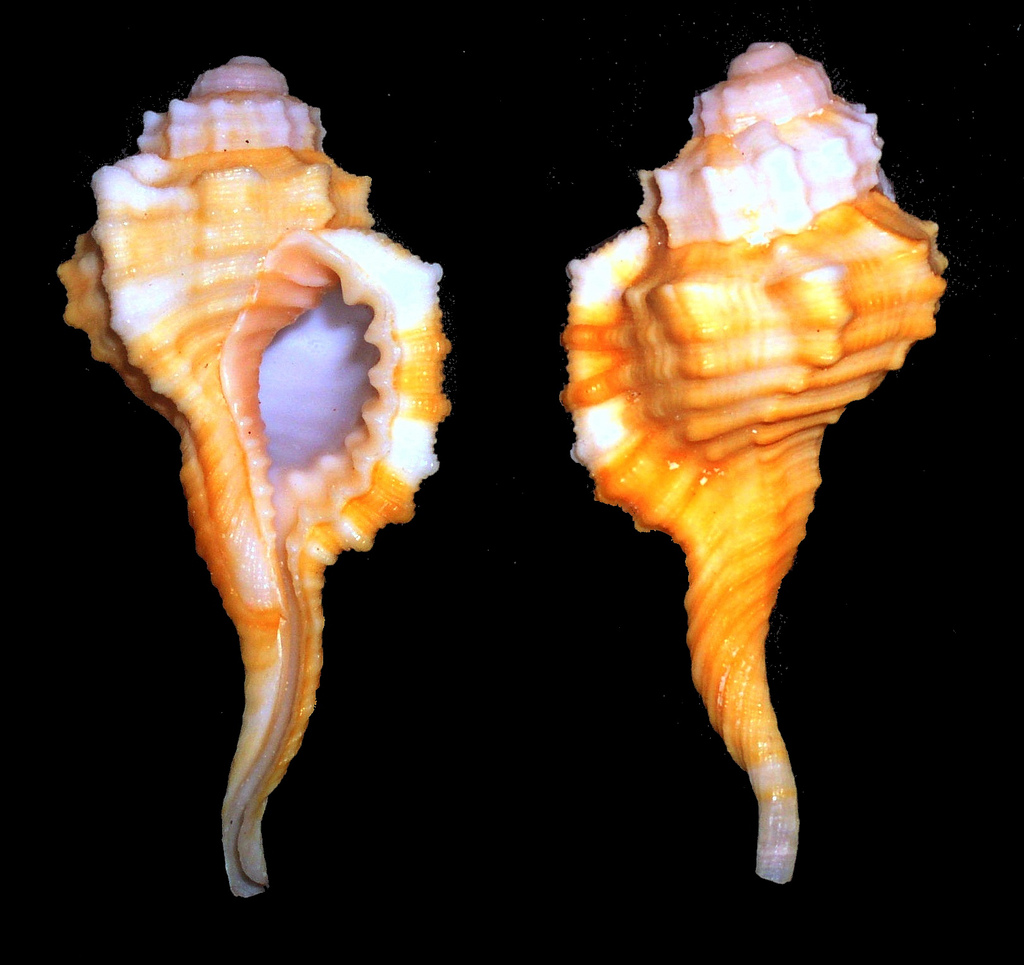